# Weezer (Зелёный альбом)
Weezer, так же известный под названием Green Album (с англ. — «Зелёный альбом») — третий студийный альбом американской рок-группы Weezer, выпущенный 15 мая 2001 года на лейбле Geffen Records. Это второй по счёту альбом группы, спродюсированный Риком Окасеком — предыдущий альбом Weezer продюсировала самостоятельно. Альбом был записан в течение одного месяца в студии Cello, что в городе Лос-Анджелес, Калифорния. В записи пластинки принял участие новый член группы — Майки Уэлш, который заменил ушедшего предыдущего бас-гитариста Мэтта Шарпа.
После разочаровавшегося приёма альбома Pinkerton (1996 год) все члены группы объявили о перерыве и занимались своими сторонними проектами. В течение этого времени количество поклонников Weezer увеличилась, а положение альбома Pinkerton стала лучше. После своего возвращения на сцену, группа дала концерт в Японии в рамках фестиваля Summer Sonic Festival, после которого приступила к записи нового материала. Следуя амбициозным композициям и исповедническим темам второго студийного альбома, фронтмен Риверс Куомо сочинил более простые песни с менее личными текстами.
Третий студийный альбом получил преимущественно положительные отзывы музыкальных критиков. Альбом дебютировал под номером 4 в Соединённых штатах, и с тех пор было продано свыше 1,6 миллионов копий пластинки. Также в поддержку альбома было выпущено три сингла: «Hash Pipe», «Island in the Sun» и «Photograph». Песня «Hash Pipe» стала всемирным хитом, заняв максимальные позиции в семи разных чартах.

## Предыстория
Второй альбом Weezer, Pinkerton, был выпущен 24 сентября 1996 года. Он отличался более мрачным и агрессивным звучанием, получил неоднозначные отзывы и плохо продавался по сравнению с дебютным альбомом Weezer 1994 года. После тура в поддержку Pinkerton Weezer взяли перерыв. Фронтмен Риверс Куомо вернулся в Гарвардский университет, чтобы закончить обучение, но бросил учёбу, чтобы сосредоточиться на написании песен. За это время он сформировал новую группу Homie
К февралю 1998 года Куомо распустил Homie и отправился в Лос-Анджелес, чтобы начать работу над демо-записями Weezer с гитаристом Брайаном Беллом и барабанщиком Патриком Уилсоном. Басист Мэтт Шарп не присутствовал на репетициях и отдалился от группы. 8 апреля 1998 года Шарп объявил о своём уходе из Weezer, чтобы посвятить себя своей группе The Rentals. Было быстро объявлено, что бывший басист Homie Майки Уэлш займёт место басиста в Weezer.
Разочарование и творческие разногласия привели к сокращению количества репетиций. В конце 1998 года Уилсон уехал домой в Портленд в ожидании возобновления работы с Куомо. Куомо впал в депрессию; он покрасил стены своего дома в чёрный цвет и «обклеил все окна стекловолокном, а затем чёрными листами из стекловолокна, чтобы свет не проникал внутрь». В это время он изолировался и воздерживался от контактов с внешним миром. Он также поставил брекеты на зубы, что ещё больше подорвало его самооценку.
К 1999 году участники Weezer снова пошли разными путями: Уилсон возобновил работу со своей группой The Special Goodness, Белл работал со своей группой Space Twins, а Уэлш гастролировал с Джулианой Хэтфилд. Тем временем Куомо написал 121 песен, почти половина из которых стала демоверсиями. Белл иногда навещал Куомо и играл с ним песни.
Группа не подозревала, что их фан-база росла и расширялась в интернете, а критическое и коммерческое положение Pinkerton улучшалось. Weezer приняли выгодное предложение выступить в Японии в августе 2000 года на фесте Summer Sonic Festival; репетиции перед концертом придали группе сил. Они вернулись к выступлениям в июне 2000 года, отыграв несколько скромных концертов в Лос-Анджелесе под псевдонимом Goat Punishment, чтобы Weezer выступали только перед давними поклонниками, которые знали их имя.
Со временем Weezer стали выступать на более крупных концертах, таких как Warped Tour. Куомо сказал: «Мы шли туда, полностью ожидая, что нас освищут и в нас будут чем-то кидать. Но всё было совсем наоборот: люди подпевали всем песням и просто сходили с ума, оказывая нам самую лучшую поддержку. И я думаю, что это придало нам уверенности, в которой мы нуждались». Такая реакция привела к дальнейшим выступлениям. Демо-версии в формате MP3, записанные вживую на мобильном устройстве группы и на саундчеках, появились на файлообменных сервисах и в конечном итоге были выпущены в качестве загрузок на сайте Weezer. Эти песни часто называют «Летними песнями 2000 года».

## Запись альбома
23 октября 2000 года Куомо анонсировал, что группа Weezer будут записывать новый материал «с продюсером либо без него». Но из-за коммерческого провала предыдущего альбома Pinkerton, продюсированием которого занималась сама группа, лейбл решил нанять продюсера для записи третьей пластинки. Группа начала репетировал и подготавливала как «летние песни 2000 года», так и новый материал, который Куомо написал у себя дома вместе с инженером Чадом Бэмфордом. По итогу участники группы решили нанять в качестве продюсера Рика Окасека, который ранее работал с Weezer над их дебютной пластинкой: так летом 2000 года группа начала отсылала Окасеку свои демозаписи. Среди участников группы было много споров о том, где следует им записываться: в Лос-Анджелесе или в доме Окасека в Нью-Йорке, и по итогу участники группы решили записываться в Лос-Анджелесе на студии Cello. Группа продолжала ежедневно демонстрировать новую музыку и начала отсеивать более семидесяти пяти демозаписей, в конечном итоге сосредоточившись на двадцати пяти потенциальных треках для альбома в ожидании прибытия Окасека. Окасек работал с группой, чтобы сократить их накопленный материал ещё до восемнадцати песен.
После смешанного приема альбома Pinkerton Куомо написал более простые песни с менее личными текстами; он заявил, что песни «очень намеренно не обо мне. Не о том, что происходило в моей жизни, по крайней мере, сознательно». Сессии звукозаписи начались в ещё начале декабря, тем временем Окасек обеспечивал обратную связь по телефону. 27 декабря группа была приступила к тому, что «было бы близко к шести неделям студийной работы», играя песни повторяющимся образом, чтобы отслеживать все партии бас-гитары и ударных. Они также делали «скретч-дубли» вокала и гитары, предназначенные для получения точных ритмических песен, прежде чем их более эффективно переделывать позже в процессе записи. Во время записи альбома группа продолжала выступать под названием Goat Punishment.
Во время сессий в студии для записи исполнительный директор лейбла Geffen Records навестил группу, чтобы понаблюдать за её прогрессом, и выразил недовольство по поводу нескольких песен. Эта обратная связь в конечном итоге вынудила группу отказаться от нескольких возможных песен альбома. Затем группа переехала на три недели в другую часть студии Cello (маленькая по размерам студия), где Куомо и Белл работали над гитарными дублями, в то время как вся группа записывала вокальные дорожки. Окасек сказал: «Риверс всегда исполняет свои гитарные партии за один дубль». Над микшированием работал Том Лорд-Алдж: он приступил к работе 31 января в студии South Beach.

## Художественное оформление
"Я решил создать упаковку для альбома таким, как я хочу, и оказалось, что она очень похожа по стилистике на первый альбом. Я такой же человек, каким был тогда, в значительной степени. У меня такие же вкусы и предпочтения, что и раньше, поэтому я не вижу причин почему обложка должна быть иной".
 Художественным оформлением обложки занимались дизайнер Крис Билхаймер и фотографы Марина Чавес и Карла Коха. Обложка альбома вышла очень похожей на пластинку 1994 года. Обложка альбома была снята между репетициями группы и на ней представлены Майки Уэлш, Риверс Куомо, Брайан Белла и Патрик Уилсон стоящие слева направо перед простым, лимонно-зелёным фоном в манере, подобной дебютному альбому группы. Данный вид обложки является данью уважения продюсировавший первый альбом Weezer Рику Окасеку, а также символизирует подход группы к основам, заложенные во время первой записи. Данный подход упоминается в примечании в буклете альбома: «Torniamo all’antico e sarà un progresso», что является цитатой итальянского оперного композитора Джузеппе Верди и означает «давайте вернёмся к старым временам, что и будет являться прогрессом».
Изображение внутри буклета CD представляет собой фотографию Weezer, играющих в живую, с наложенными изображениями (в нижнем правом углу) силуэтов Майка Нельсона, Тома Серво и Кроу Т. Робота — персонажей теле-шоу Таинственный театр 3000 года (в примечании также есть строчка «Силуэт MST3K появился благодаря компании Best Brains»).
Это был первый альбом Weezer с прозрачной ступицей для компакт-дисков. Под этой ступицей на обратной стороне диска есть надпись «Нет». Некоторые поклонники предполагают, что это ответ на надпись в соответствующем месте CD-диска альбома OK Computer британской рок-группы Radiohead, который содержит следующий текст «Ты мне нравишься. Ты мне нравишься. Ты замечательный человек. Я полон энтузиазма. Я иду по разным местам. Я буду рад тебе помочь. Я важная персона, не хочешь ли ты поехать со мной домой?». Объяснения группы были весьма расплывчатыми, а веб-мастер Карла Коха заявила: «нет, значит нет».
Альбом содержит посвящение «в память о Микеле и Карли». Микель и Карли Алланы были сёстрами, посвятившими себя созданию фан-клубов для перспективных групп. Сёстры Алланы очень сильно повлияли на создание и развитие официального фан-клуба группы Weezer в 1990-х годах, но вскоре они вместе со своей младшей сестрой Тристой погибли в автомобильной катастрофе в 1997 году.

## Релиз и продвижение
Альбом был встречен с энтузиазмом от лейбла звукозаписи; по словам сотрудника группы Weezer Карла Коха, «у них не было ничего, кроме поддержки и взволнованных вещей, чтобы сказать об этом». Однако первоначальная дата выхода альбома (17 апреля 2001 года) была отложена из-за того, что руководящему составу не понравился выбор Куомо выпустить композицию «Hash Pipe» в качестве первого сингла. Ссылаясь на зловещее содержание песни о проститутке-трансвестите как неуместное, они предложили, чтобы открывающая песня «Don’t Let Go» была вместо «Hash Pipe». Однако Куомо продолжал отстаивать своё мнение, и в итоге «Hash Pipe» стал первым синглом альбома. Сотрудники лейбла попытались перенести дату релиза ещё на июнь, но члены группы убедили их придерживаться даты релиза, а именно 15 мая.

### Синглы
Первым синглом с альбома стала песня «Hash Pipe». Видеоклип на «Hash Pipe» был снят Маркосом Сегой и был первым из многих музыкальных клипов Weezer, которые Сега будет режиссировать для них. На видео Weezer выступают на арене, в то время как группа борцов сумо борются на заднем плане. Название песни часто подвергалось цензуре как «H*** Pipe» (название, используемое на титульной карточке музыкального видео) или «Half Pipe». Песня стала огромным хитом на шоу Total Request Live на канале MTV, а также получила огромную ротацию на радио, в конечном итоге достигнув второго места в US Modern Rock Charts. Песня также была номинирована на премию «Pot Song of the Year» созданный американским журналом High Times.
Следующий сингл, «Island in the Sun», был успешным радио-хитом и стал одним из самых больших зарубежных хитов группы в целом. Он достиг 11-го места в Modern Rock Tracks в США и 31-го места в UK Top 40. Для этой песни были созданы две версии музыкального клипа: в первом, снятый режиссёром Маркосом Сегой, показывает, как группа Weezer в полном составе исполняет эту песню на свадебном приёме мексиканской пары. Но данная версия получила наименьшее количество эфиров, что побудило снять вторую версию видеоклипа, так как менеджеры MTV не оценили проведённую работу Сеги. Второй клип был снят Спайком Джонзом и в этой версии группа играет на отдалённом холме с дикими животными; клип был снят недалеко от Лос-Анджелеса, возможно, недалеко от Сими-Валли. В этом видео из участников появляются только Брайан Белл, Риверс Куомо и Патрик Уилсон, так как тогдашний басист Майки Уэлш покинул группу незадолго до съёмок. Были слухи о том, что на данную съёмку приглашали оригинального басиста группы Мэтта Шарпа, но до конца не ясно правда это или нет. Скотт Шрайнер, который заменял Уэлша и позже стал постоянным членом Weezer, заявил в комментарии для «Video Capture Device», что он «почти попросил» группу позволить ему появиться в видео. Второй клип чаще всего транслировался, чем оригинальный, и стал стандартным видео для песни.
Третьим и последним синглом с альбома стала песня «Photograph», которая была выпущена на радио в начале ноября. Сингл достиг 17-го места в US Modern Rock Charts. В Японии он был выпущен как первый сингл вместо «Hash Pipe». Участники группы почувствовали, что песня не обладает такой же стойкостью, как и предыдущие синглы, поэтому Weezer решили передать обязанности снять видеоклип известному режиссёру Карлу Коху, который сделал и отредактировал их «дорожные кадры».

## Отзывы критиков
| Совокупная оценка      | Совокупная оценка |
| Источник               | Оценка            |
| ---------------------- | ----------------- |
| Metacritic             | 73/100            |
| Оценки критиков        |                   |
| Источник               | Оценка            |
| AllMusic               | [ 4 ]             |
| Drowned in Sound       | 9/10              |
| Entertainment Weekly   | B+                |
| Houston Chronicle      | 4/5               |
| The New Zealand Herald | [ 83 ]            |
| NME                    | 5/10              |
| Pitchfork Media        | 4.0/10            |
| Q                      | [ 86 ]            |
| Rolling Stone          | [ 1 ]             |
| Slant Magazine         | [ 87 ]            |

Альбом Weezer получил в целом положительные отзывы. На Metacritic, который выставляет оценку по 100-балльной шкале на основе рецензий ведущих критиков, альбом получил средний балл 73 из 100. В рецензии на альбом для Rolling Stone Роб Шеффилд написал, что группа создала «совершенно крутую гик-панк-пластинку, состоящую из десяти превосходных песен, которые пролетают менее чем за полчаса без единого лишнего трека». Старший автор AllMusic Стивен Томас Эрлевайн написал, что, хотя Weezer — это, по сути, «просто панк-поп, исполненный без особого динамического диапазона, но с большим количеством цепляющих моментов», «никто другой» не справляется с этим стилем так же успешно, как Weezer в альбоме, который, по его мнению, входит в число лучших рок-альбомов 2001 года. Журнал Rolling Stone назвал «Зелёный альбом» «anti-Pinkerton» с обложкой и «безупречным» звучанием, напоминающим дебютный альбом Weezer. Роб Митчам из Pitchfork Media сравнил альбом с фильмом «Звёздные войны. Эпизод I: Скрытая угроза» 1999 года: «И научно-фантастическая эпопея, и альбом альтернативного рока были долгожданными событиями, от которых даже самый пресыщенный хипстер подпрыгивал, как маленький ребёнок с полным мочевым пузырём».
Нева Чонинг из Houston Chronicle назвала его «великолепным набором песен в стиле пауэр-поп с достаточным лирическим балластом, чтобы не дать им уплыть в собственной эйфории». Критик из PopMatters Джейсон Томпсон похвалил группу за решение вернуть Рика Окасека в качестве продюсера, как и Эван Серпик из Entertainment Weekly, который назвал альбом «возвращением к их победоносной формуле сладкого пауэр-попа и остроумных разглагольствований». Рассел Бейли из The New Zealand Herald отметил, что «в альбоме, который звучит как возрождение с налётом зрелости, по бо́льшей части отсутствует фактор самодовольства».
В статье для The A.V. Club Стивен Томпсон отметил, что при первом прослушивании Weezer «кажется немного однообразным и поверхностным», но «тем не менее группа звучит обновлённой во всех отношениях». Сэл Чинквемани из Slant Magazine охарактеризовал альбом как «лишённый филлеров» и «не вызывающий особых нареканий», несмотря на отсутствие песен, которые «попадают в точку», как синглы с дебютного альбома Weezer. Критик Pitchfork Media Спенсер Оуэн был более критичен и назвал альбом «средним от начала и до конца», в котором не хватает «динамики и сложности, которыми в избытке обладал Pinkerton — и особенно их дебютный альбом». Сара Демпстер из NME была так же разочарована: «Самое раздражающее в Зелёном альбоме — это… мучительное ощущение упущенной возможности».
Альбом занял 21-е место в ежегодном опросе критиков Pazz & Jop от The Village Voice за 2001 год. Альбом занял 3-е место в списке лучших альбомов 2001 года по версии Drowned in Sound, а Spin назвал его девятым лучшим альбомом года. Q и Rolling Stone включили его в список лучших альбомов года. В 2016 году Лора Мари Браун из Rolling Stone написала, что успех альбома помог Риверсу Куомо «поднять самооценку» после первоначального прохладного приёма альбома Pinkerton критиками, что, в свою очередь, помогло ему примириться с противоречивыми чувствами, которые он испытывал по поводу этого альбома.

## Коммерческий успех
В США альбом дебютировал под номером 4 в хит-параде Billboard 200 в день релиза и за первую неделю было продано 215 000 копий пластинки. 13 сентября 2001 года пластинка получила платиновую сертификацию от Американской ассоциации звукозаписывающих компаний. В августе 2009 года количество продаж альбома в Соединённых штатах составило 1,6 миллионов копий. В Канаде альбом дебютировал под номером два в хит-параде Canadian Albums Chart. Позже продажи альбома в Канаде составили 100 000 копий, и в июне 2001 года Канадская ассоциация звукозаписывающих компаний наградила альбом платиновой сертификацией.
В Великобритании Weezer дебютировал под номером 31 в хит-параде UK Albums Chart. В австралийском чарте альбом занял 25 место, а в Норвегии и Швеции в хит-параде Top Ten 8 и 7 места соответственно.

## Список композиций
Слова и музыка всех песен — Риверс Куомо.
| №                   | Название              | Длительность |
| ------------------- | --------------------- | ------------ |
| 1.                  | «Don't Let Go»        | 2:59         |
| 2.                  | «Photograph»          | 2:19         |
| 3.                  | «Hash Pipe»           | 3:06         |
| 4.                  | «Island in the Sun»   | 3:20         |
| 5.                  | «Crab»                | 2:34         |
| 6.                  | «Knock-down Drag-out» | 2:08         |
| 7.                  | «Smile»               | 2:38         |
| 8.                  | «Simple Pages»        | 2:56         |
| 9.                  | «Glorious Day»        | 2:40         |
| 10.                 | «O Girlfriend»        | 3:50         |
| Общая длительность: | Общая длительность:   | 28:20        |

| №   | Название | Длительность |
| --- | -------- | ------------ |
| 11. | «I Do»   | 2:10         |

| №   | Название             | Длительность |
| --- | -------------------- | ------------ |
| 12. | «The Christmas Song» | 3:11         |

## Участники записи[46]
| Weezer - Риверс Куомо — вокал, гитара, клавишные - Брайан Белл — бэк-вокал, гитара, синтезатор - Майки Уэлш — бэк-вокал, бас-гитара - Патрик Уилсон — барабаны, перкуссия Приглашённые музыканты - Карл Кох — бэк-вокал («Don’t Let Go») - Атом Виллард — барабанщик (не указан в титрах) | Производственный персонал - Рик Окасек — продюсер, бэк-вокал («Don’t Let Go») - Кен Аллардайс — звукорежиссёр - Алан Сандерсон — ассистент звукорежиссёра - Фемио Эрнандес — ассистент звукорежиссёра - Карлос «Локо» Бедойя — ассистент звукорежиссёра - Том Лорд-Алдж — сведение - Владимир Меллер — мастеринг Художественное оформление - Крис Билхаймер — художественное оформление |

## Чарты
| Чарт (2001 г.)                      | Позиции в чартах |
| ----------------------------------- | ---------------- |
| Австралия (ARIA)                    | 25               |
| Австрия (Ö3 Austria)                | 15               |
| Канада (Canadian Albums Chart)      | 2                |
| Финляндия (Suomen virallinen lista) | 22               |
| Франция (SNEP)                      | 42               |
| Германия (Offizielle Top 100)       | 21               |
| Япония (Oricon)                     | 14               |
| Новая Зеландия (RMNZ)               | 25               |
| Норвегия (VG-lista)                 | 7                |
| Шотландия (Scottish Albums Chart)   | 21               |
| Швеция (Sverigetopplistan)          | 20               |
| Великобритания (UK Albums Chart)    | 31               |
| США (Billboard 200)                 | 4                |

| Чарт (2001 г.)                      | Позиция в чартах |
| ----------------------------------- | ---------------- |
| Canadian Albums (Nielsen SoundScan) | 51               |

| Чарт (2002 г.)                                  | Позиция в чартах |
| ----------------------------------------------- | ---------------- |
| Canadian Alternative Albums (Nielsen SoundScan) | 109              |

| 2001 | «Hash Pipe»         | 2  | 24 | 21 | 74 |
| 2001 | «Island in the Sun» | 11 | —  | 31 | —  |
| 2002 | «Photograph»        | 17 | —  | —  | —  |

## Сертификации
| Регион | Сертификация | Продажи    |
| --- | ------------ | ---------- |
| Канада (Music Canada) | Платиновый   | 100 000^   |
| Япония (RIAJ) | Золотой      | 100 000^   |
| Новая Зеландия (RMNZ) | Золотой      | 7500       |
| Великобритания (BPI) | Золотой      | 100 000*   |
| США (RIAA) | Платиновый   | 1 000 000^ |
| * Данные о продажах приведены только на основе сертификации. · ^ Данные о тиражах приведены только на основе сертификации. · Данные о продажах + прослушиваниях приведены только на основе сертификации. |              |            |